# 미니스톱
미니스톱주식회사(일본어: ミニストップ株式会社, 영어: MINISTOP CO., LTD.)은 일본의 유통업 기업인 AEON 그룹의 체인형 편의점 브랜드이다. 대한민국에서는 1990년 11월에 미니스톱 1호점을 열었으나 2022년에 롯데에 매각되어 철수했다. 이외에도 필리핀, 베트남 등지에 미니스톱 점포가 있다.

## 한국 미니스톱
대한민국에서는 일본 미니스톱주식회사와 한국의 미원통상(현 대상주식회사)이 기술 원조 계약을 체결하여 1990년 11월 대한민국 미니스톱 1호점을 열었으며, 1997년 3월 본격적인 사업을 위해 '대상유통주식회사'를 설립하여 관리하기 시작했다. 2003년 6월 대상그룹이 한국 미니스톱을 운영하던 '대상유통주식회사'의 지분 20%를 제외한 남은 지분을 일본 '미니스톱 주식회사'에 매각하면서 '대상유통주식회사'는 일본 '미니스톱 주식회사'의 자회사로 편입되었다. 지분 구조 변경에 따라 2004년 1월 한국 미니스톱을 운영하던 '대상유통(주)'에서 '한국미니스톱(주)'로 회사명이 변경되었다. 2019년 5월 대상그룹은 남은 지분 20% 전량 일본 '미니스톱 주식회사'에 매각하면서 한국 미니스톱 사업에서 완전히 물러나게 되었다.
한국 미니스톱은 2017년 기준 2,400개 이상의 점포가 있는 편의점 체인이다. 미니스톱은 패스트푸드와 편의점이 결합된 콤비네이션 스토어(Combination Store)로 패스트푸드 전용 조리실과 점포 내 취식 공간을 운영하고 있다. 즉 점포 내에서 치킨, 햄버거, 핫바, 아이스커피 등 패스트푸드를 직접 가공하여 판매한다. 별도의 자체 멤버십 적립 서비스는 없으며, SK텔레콤의 멤버십 카드인 T MEMBERSHIP 카드 및 엔크린보너스카드에 한하여 OK캐쉬백 적립 서비스를 제공했다. 5% 적립이지만 SK플래닛에 10% 수수료를 지급하기 때문에 실제로는 4.5%가 적립되었다. 2013년 11월 24일부터 모든 OK캐쉬백 카드로 포인트 적립이 가능하되 4.5%를 유지하는 하나카드의 메가캐쉬백 더 드림 체크카드를 제외한 나머지 OK캐쉬백 카드는 적립률을 수수료(10%)를 제외한 0.9%로 대폭 삭감하였다. 2014년 10월 1일에는 하나카드의 메가캐쉬백 더 드림 체크카드도 적립률을 0.9%로 삭감했다. 대상그룹의 영향으로 수도권을 제외한 지역에서 상대적으로 광주, 전남, 전북 등 호남 지역에 가맹점이 많이 분포해 있었다. 제주도에는 점포가 없었으며 2022년 계약 만료 점포를 제외한 나머지점포를 롯데그룹에 매각되었다. 그 뒤 모든 미니스톱 매장이 세븐일레븐으로 변경되었다.

## 점포 사진

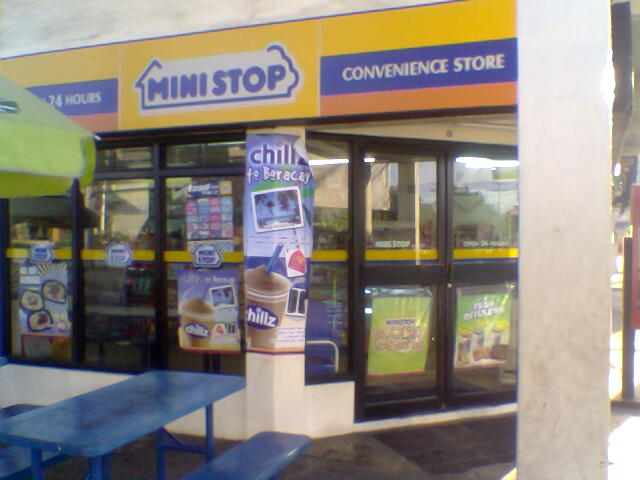
필리핀 앙헬레스에 있는 미니스톱
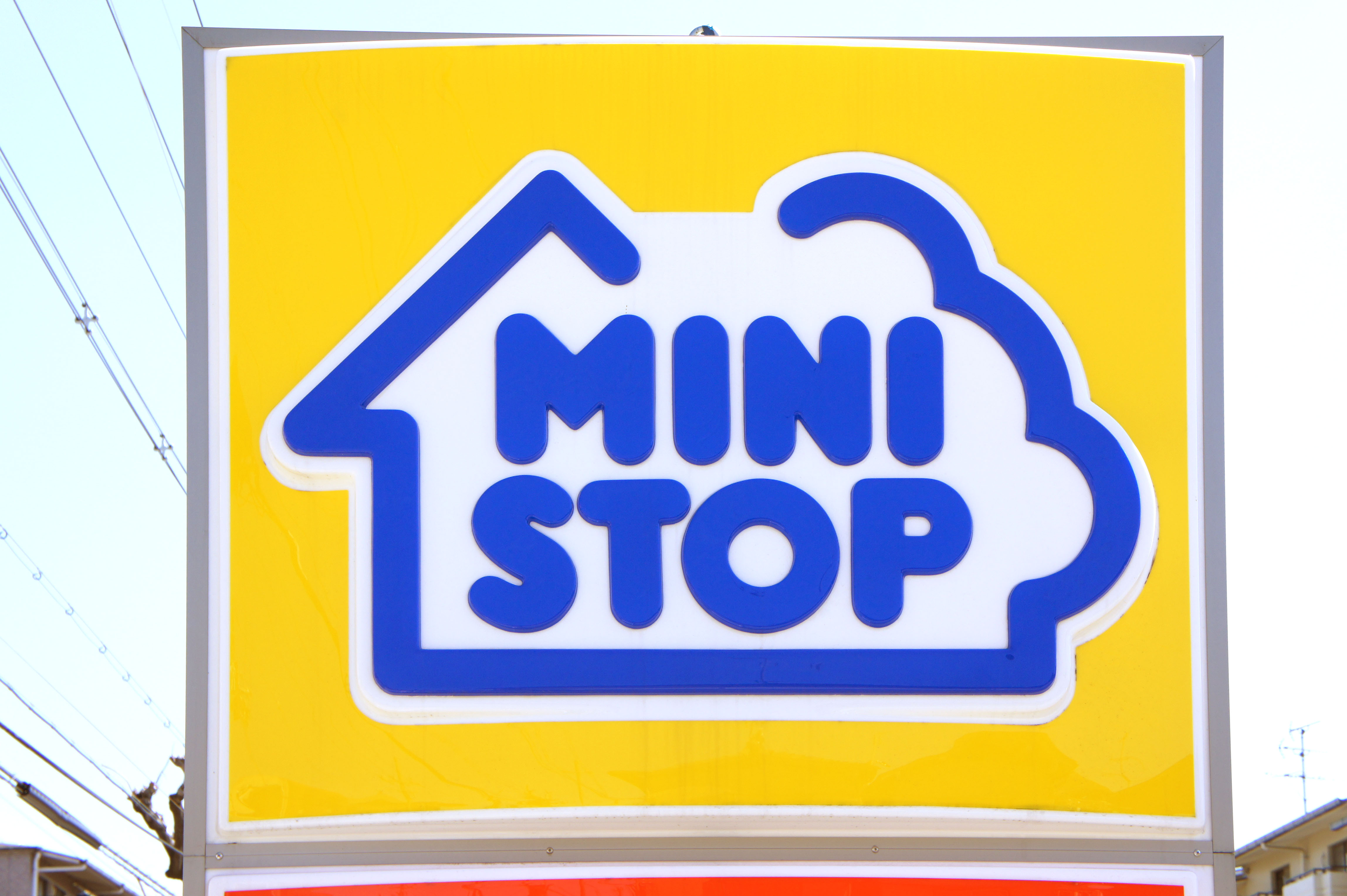
미니스톱의 간판
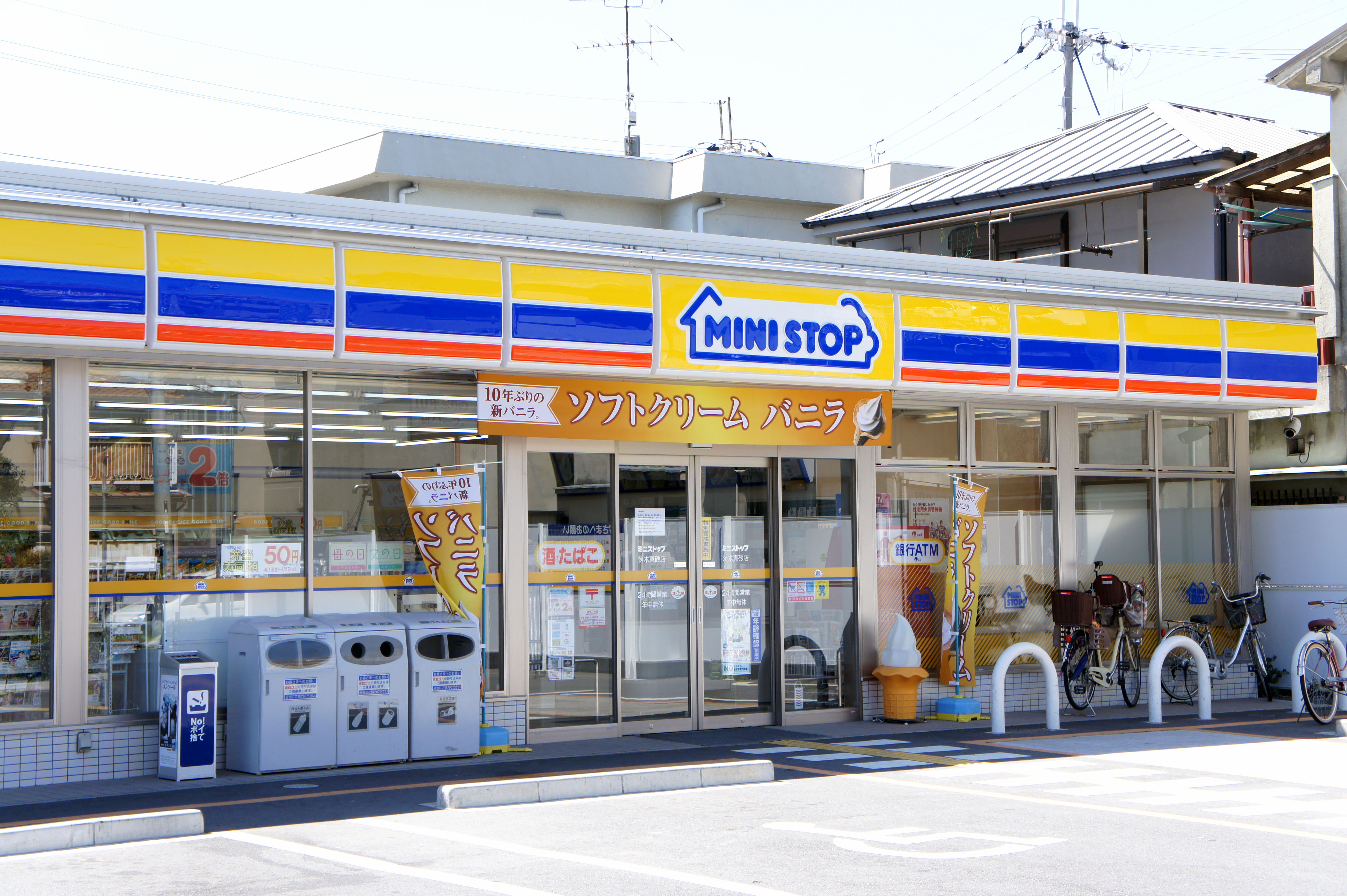
이바라키 미니스톱
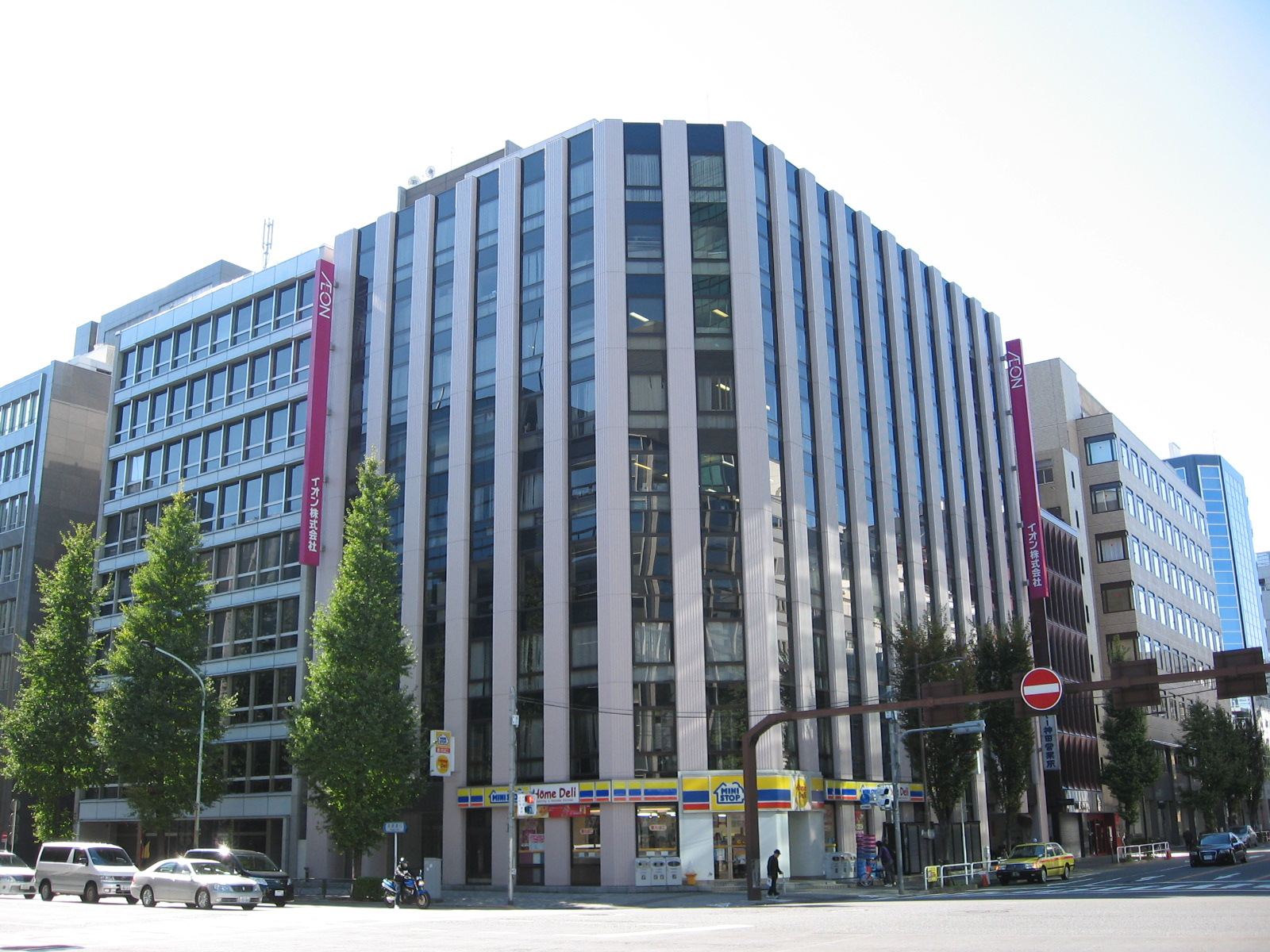
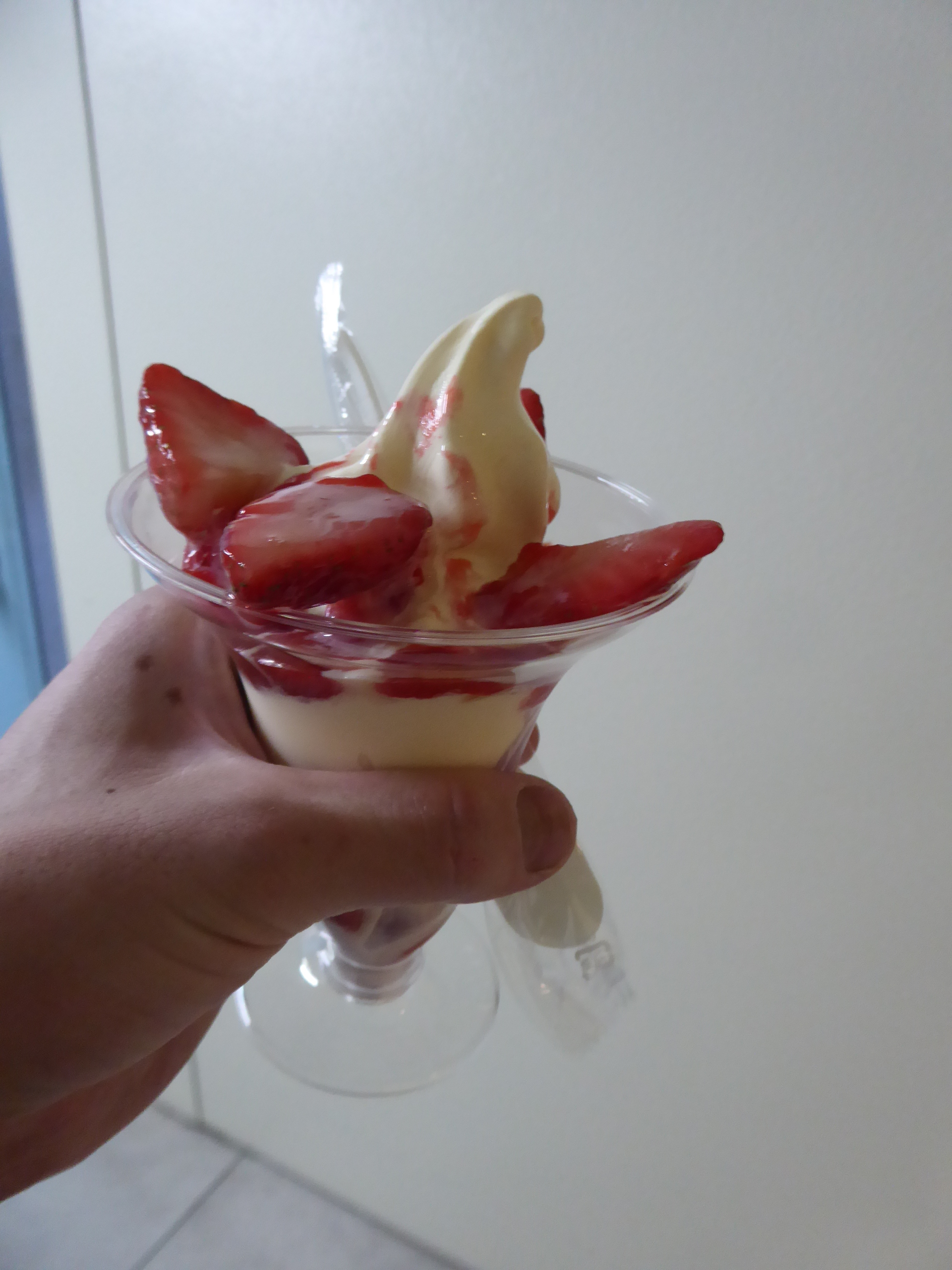
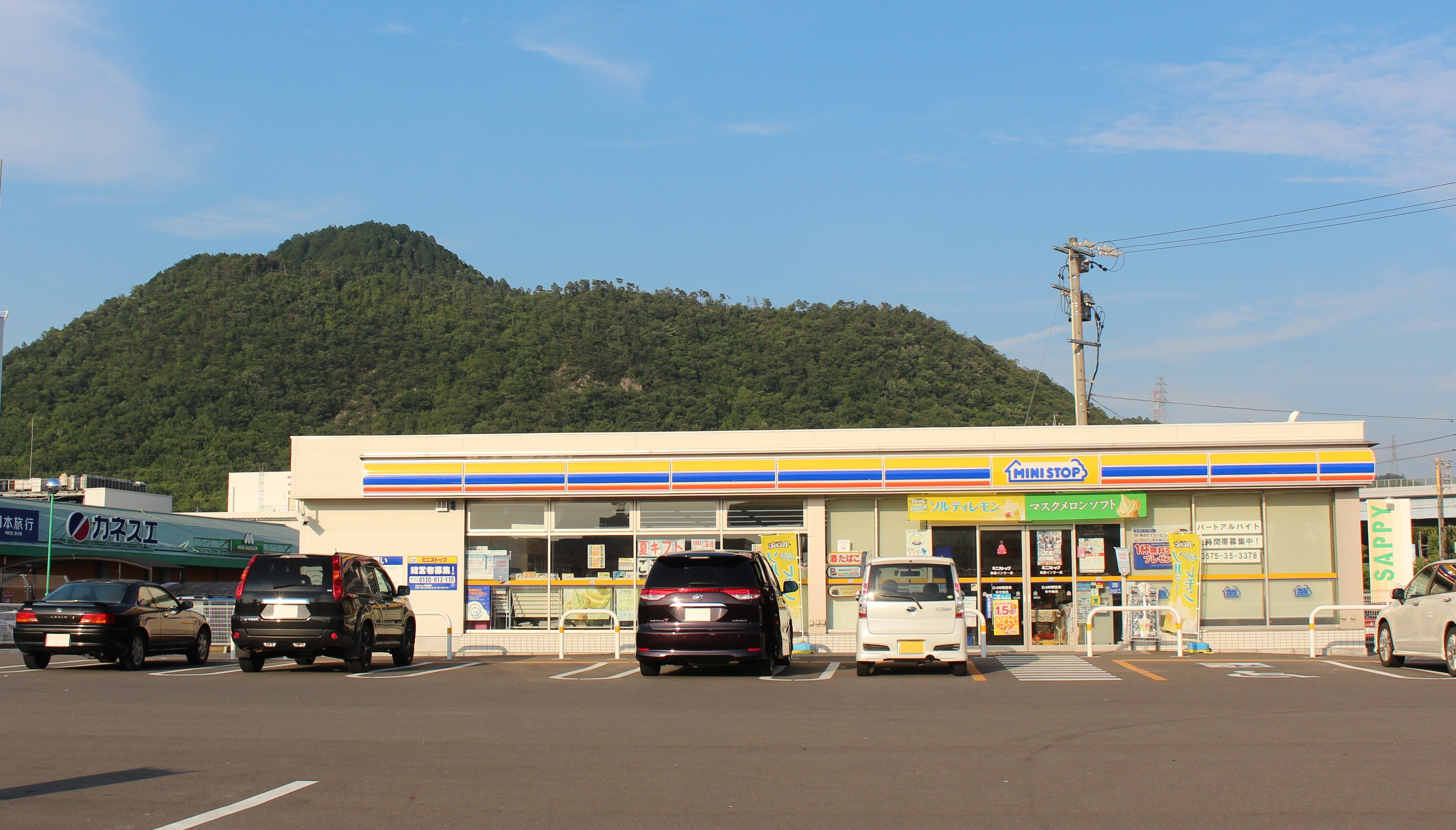
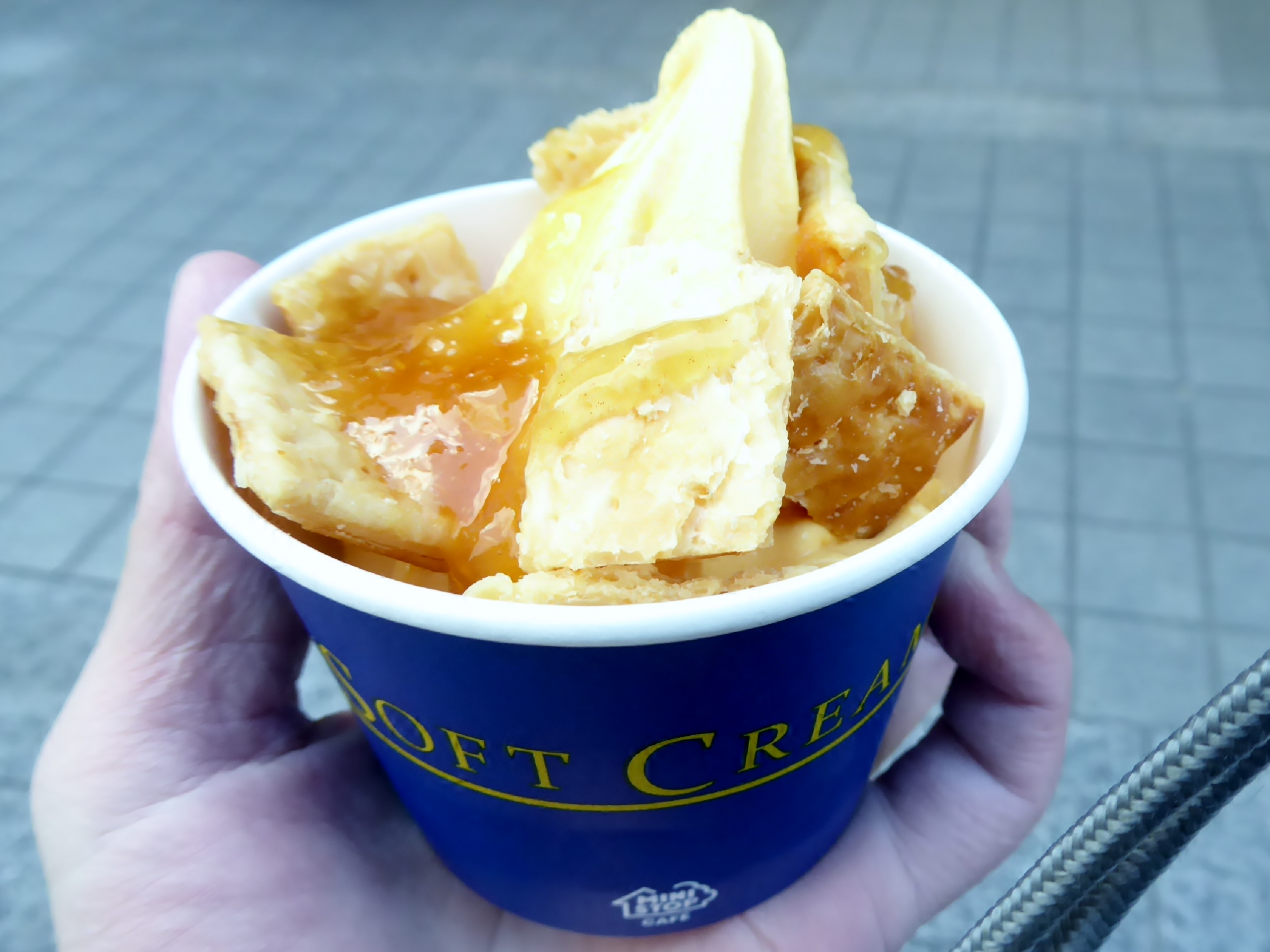
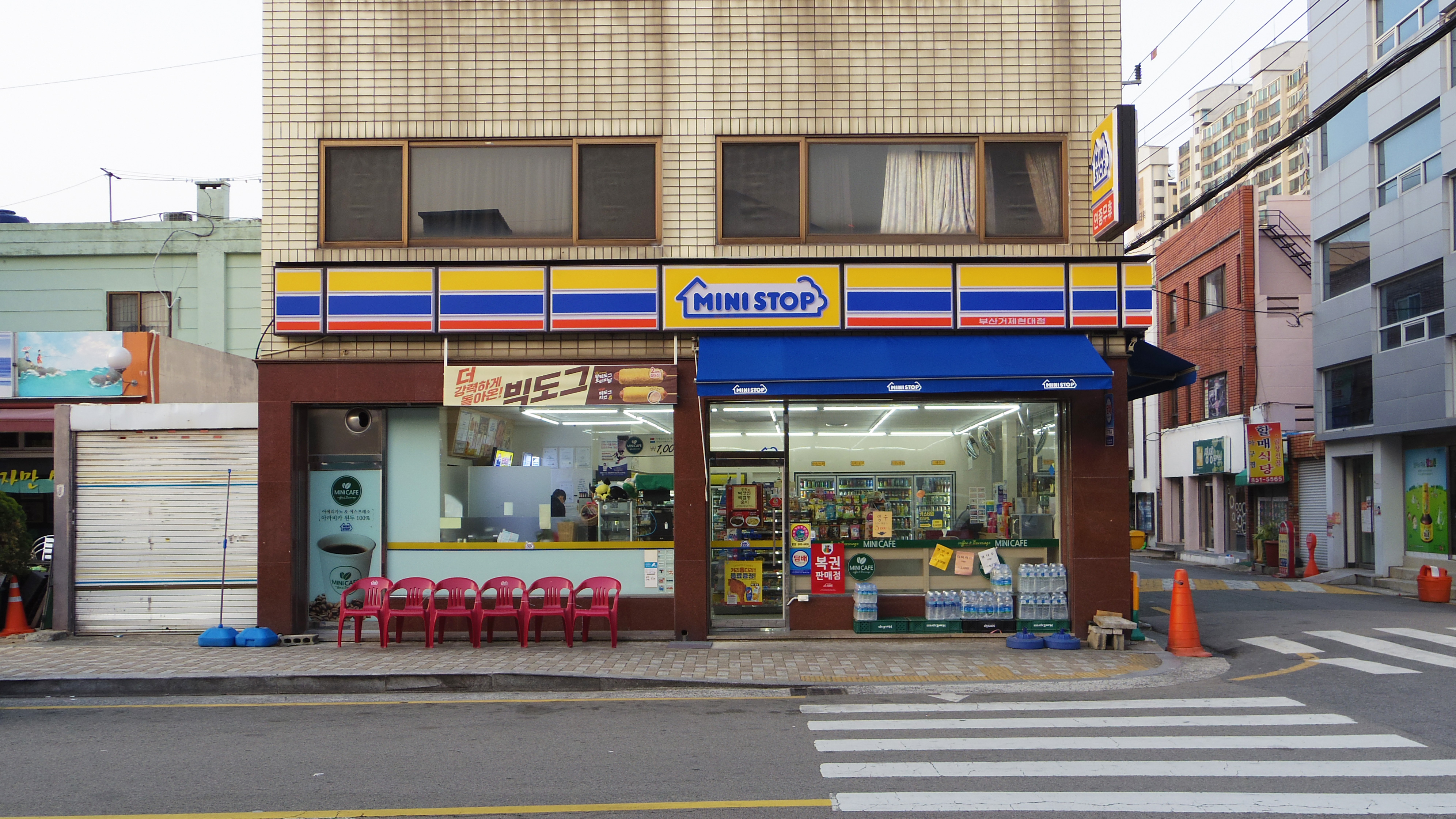
미니스톱 부산거제현대점
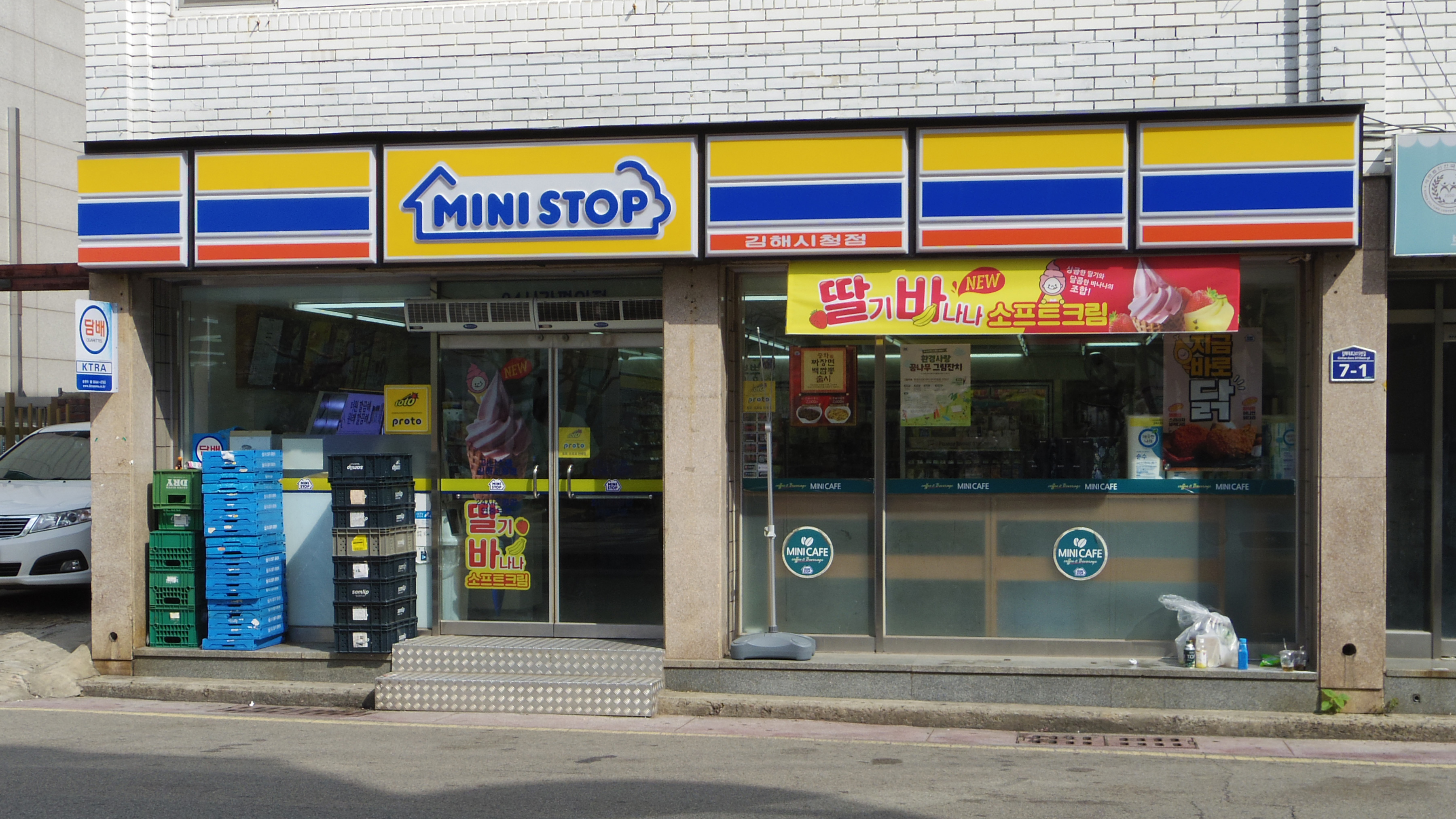
미니스톱 김해시청점
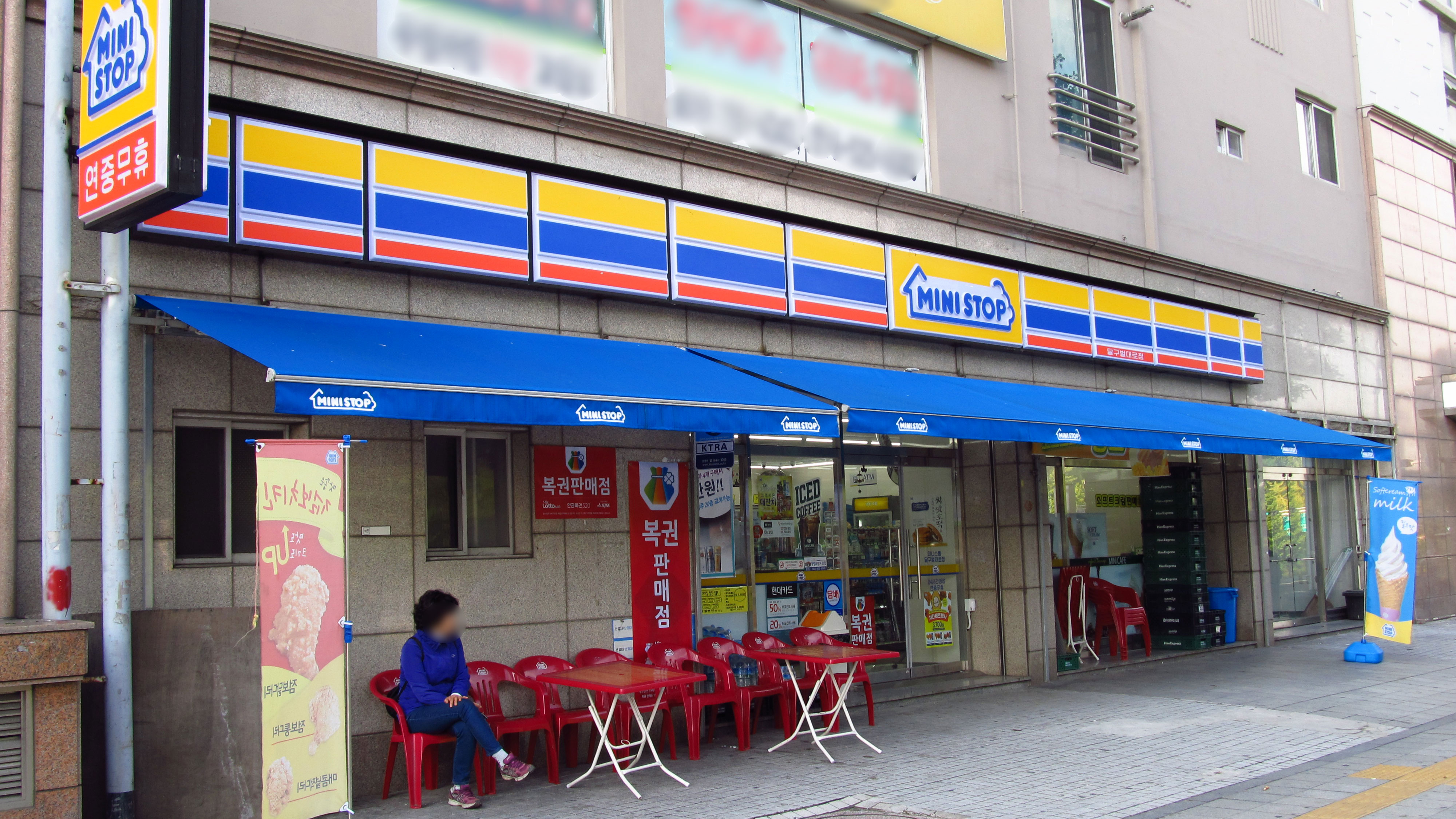
미니스톱 달구벌대로점
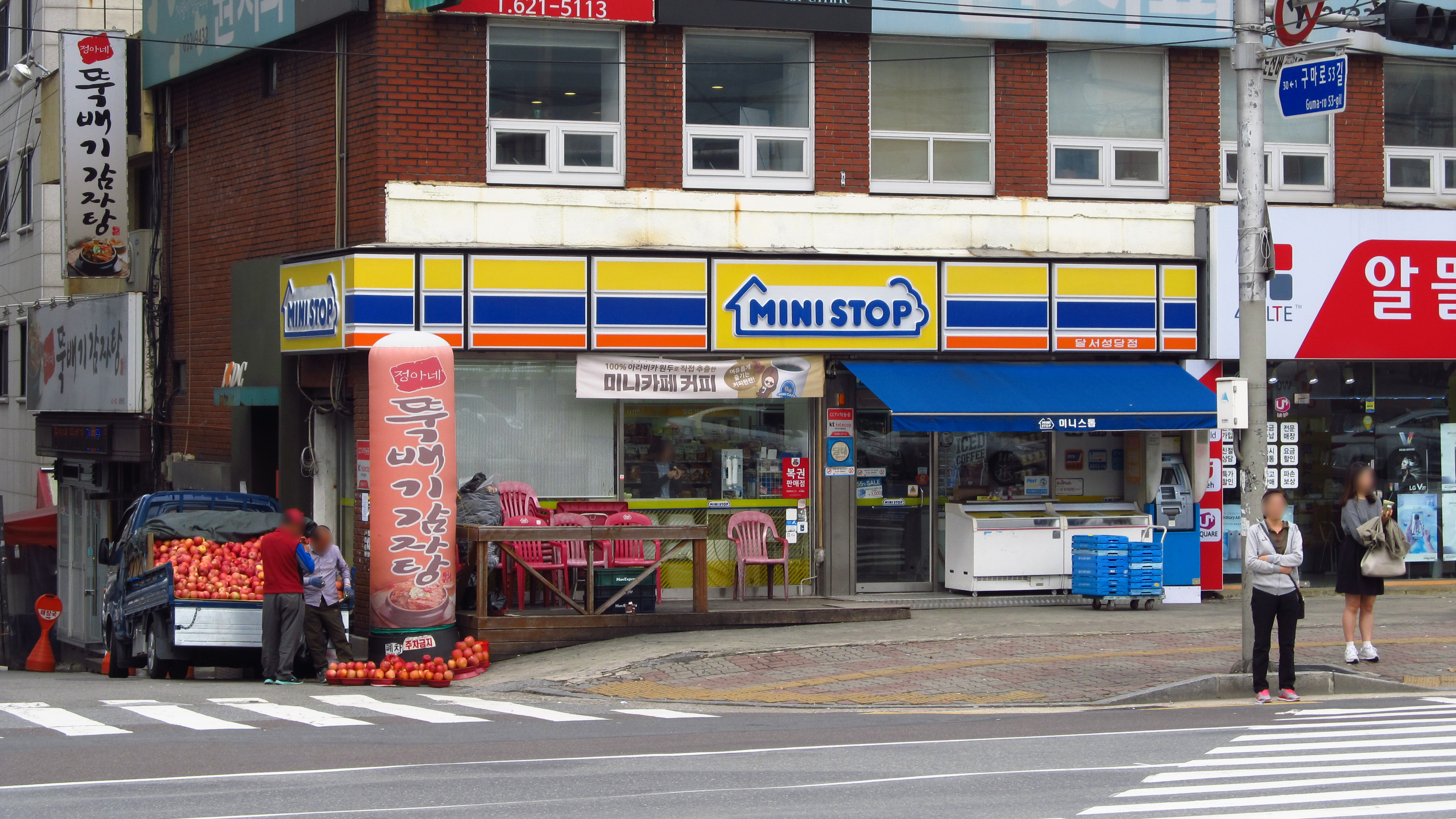
미니스톱 달서성당점
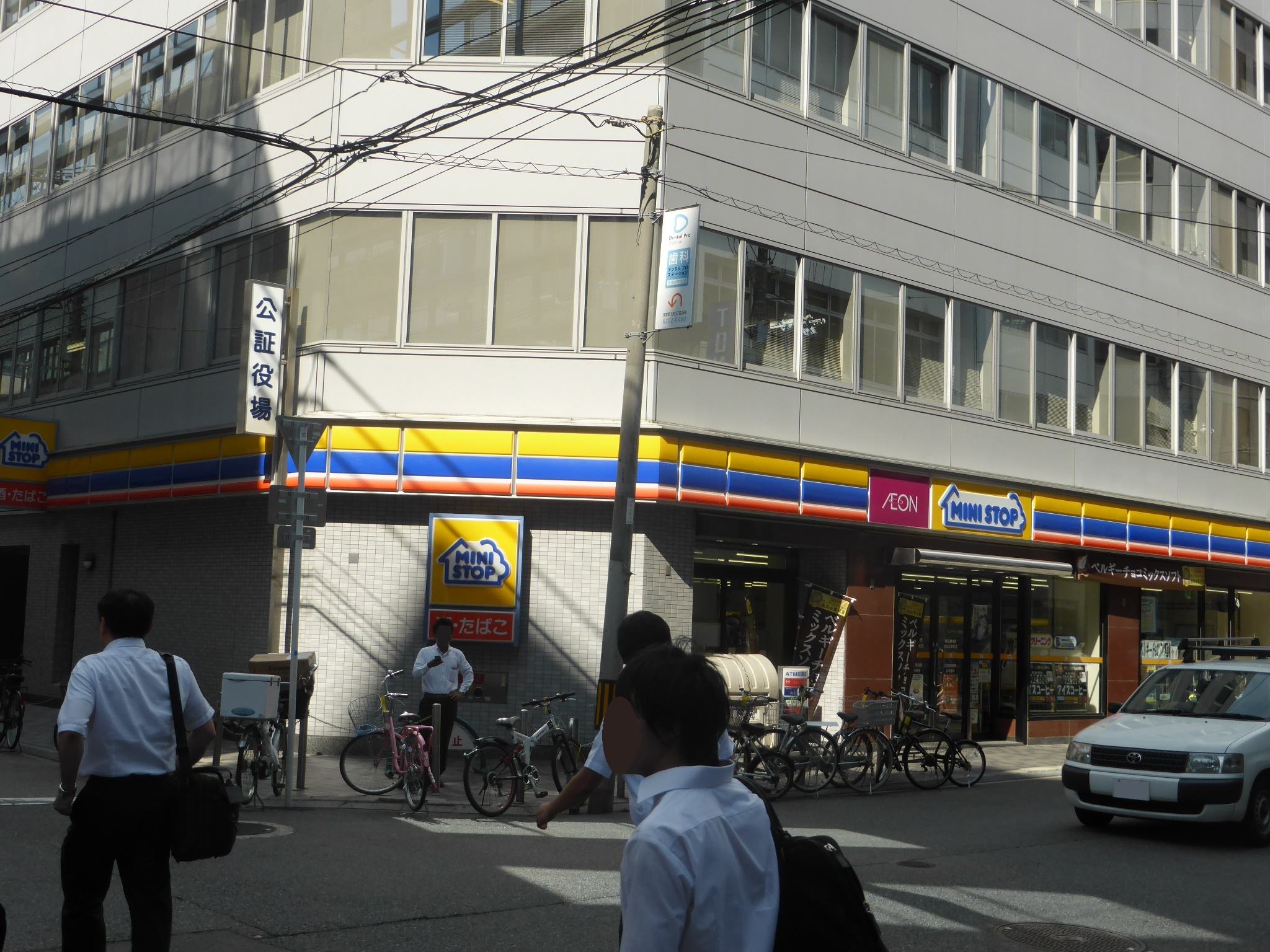
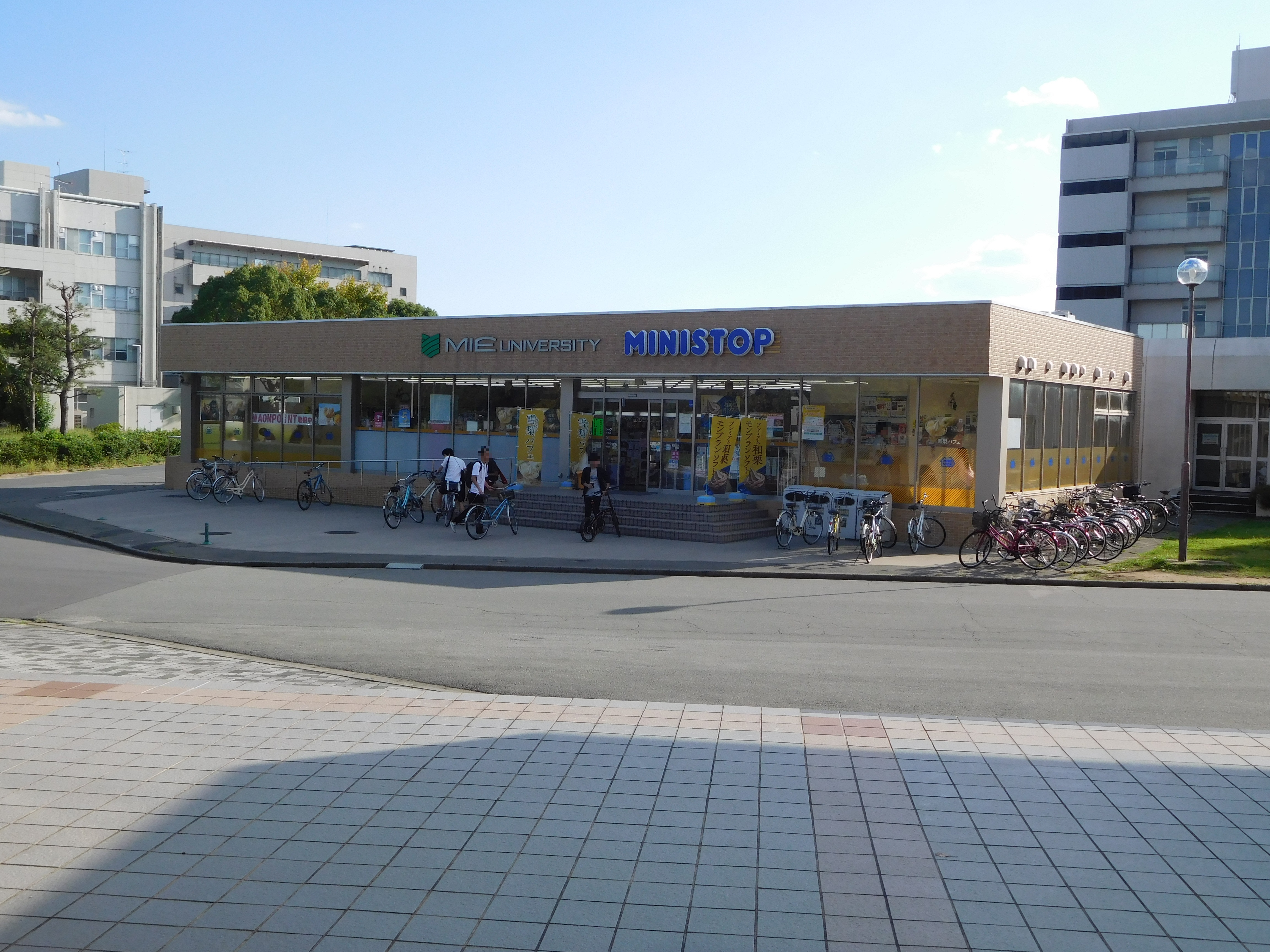
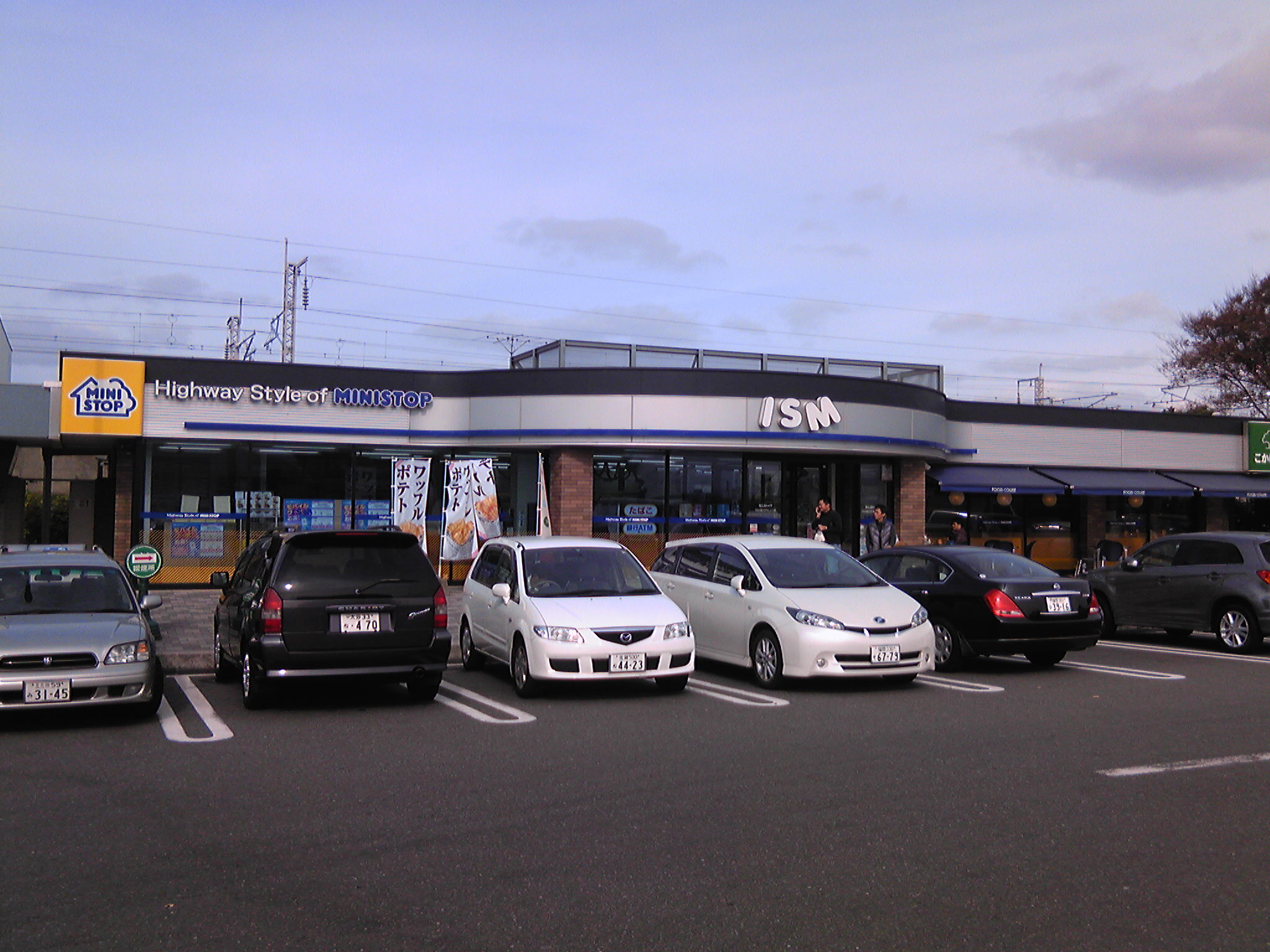
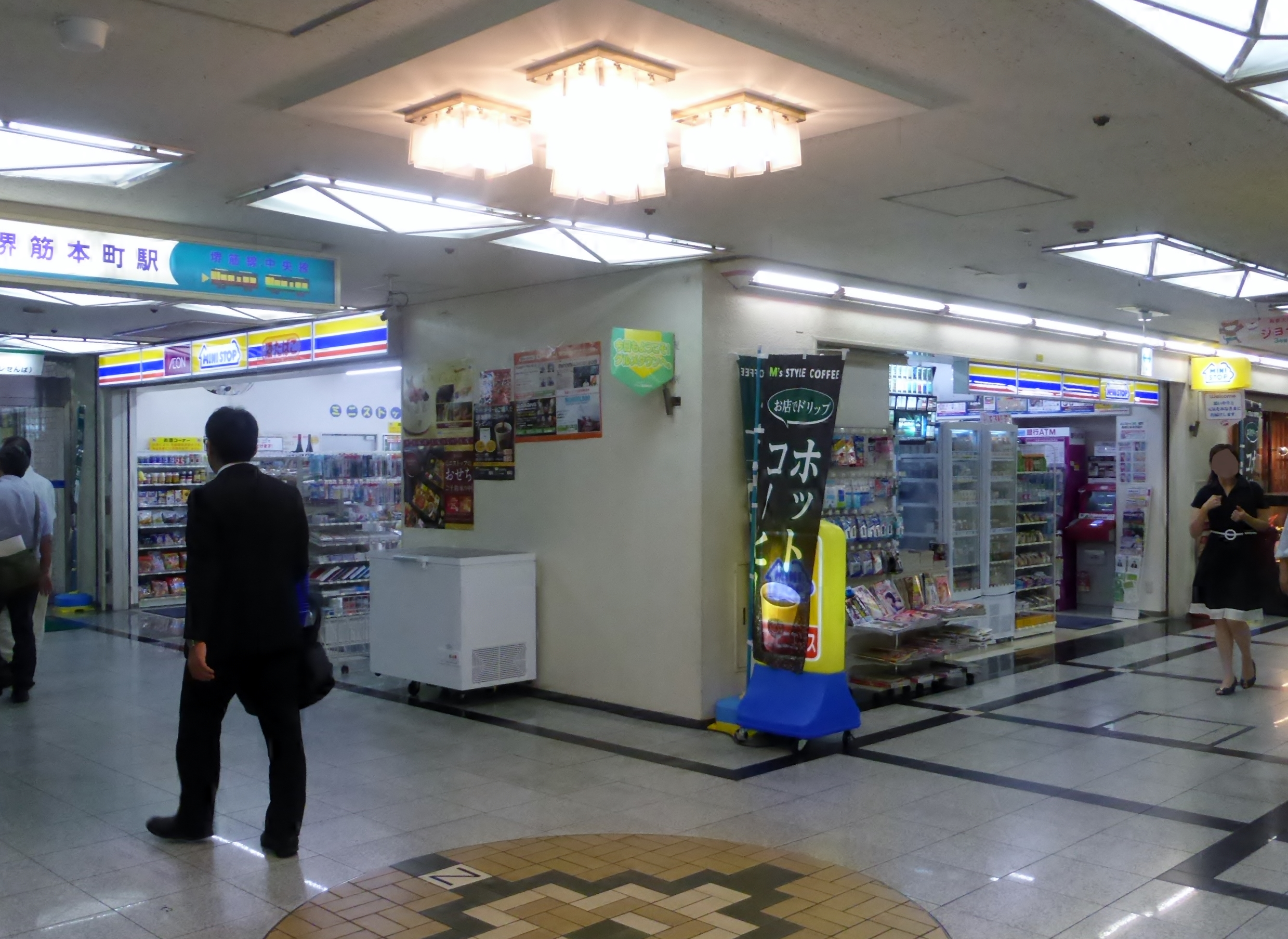
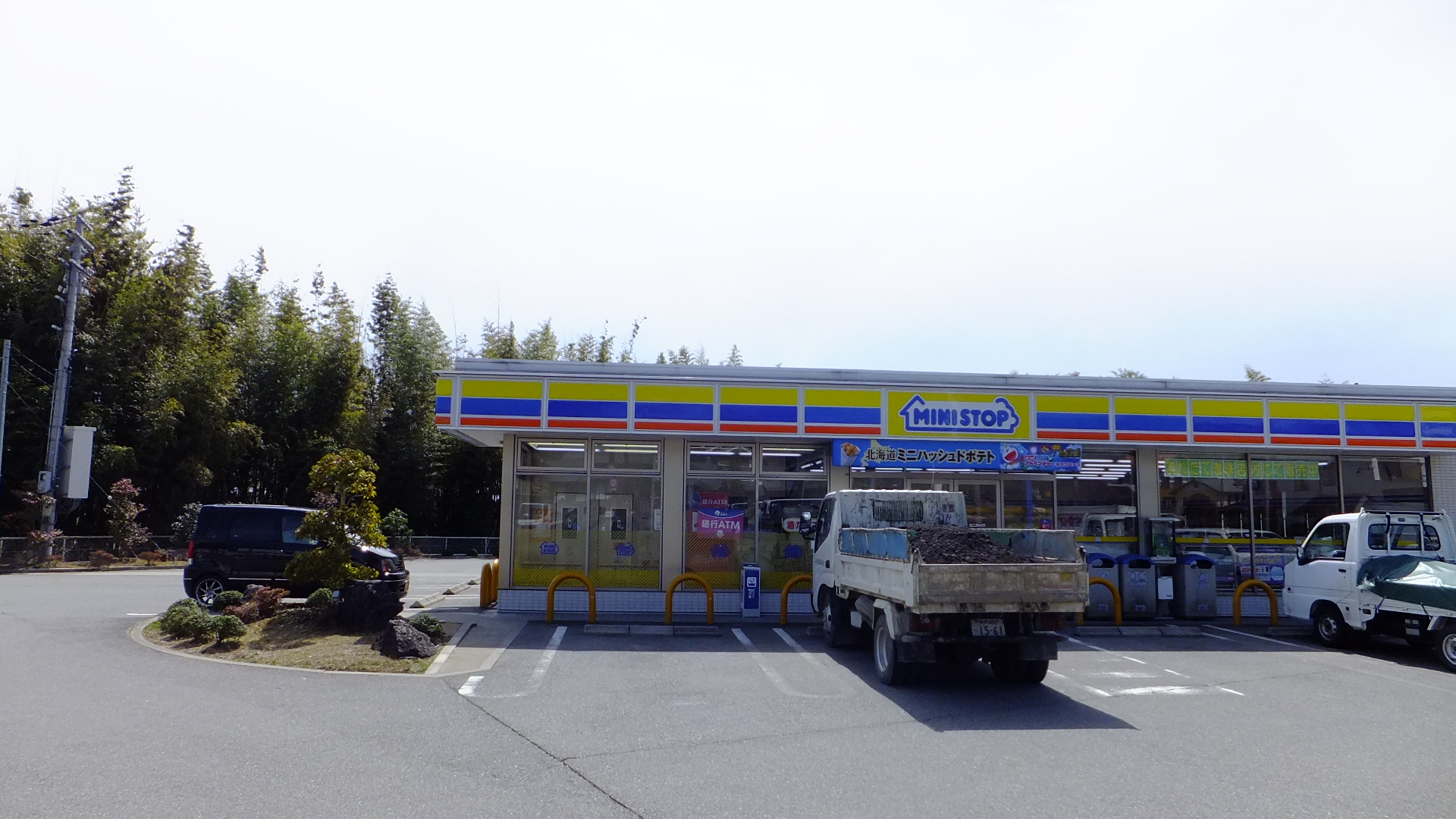
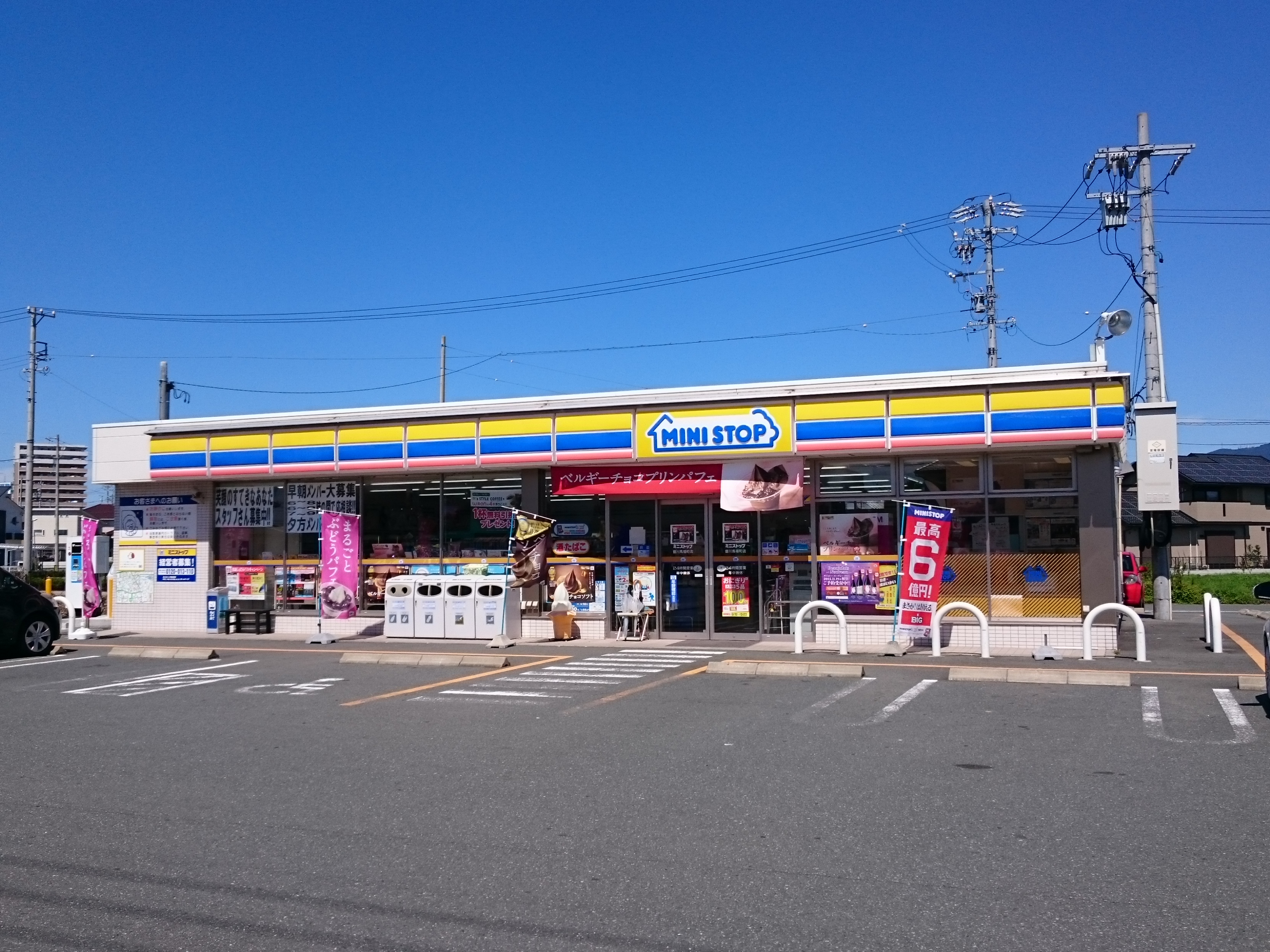
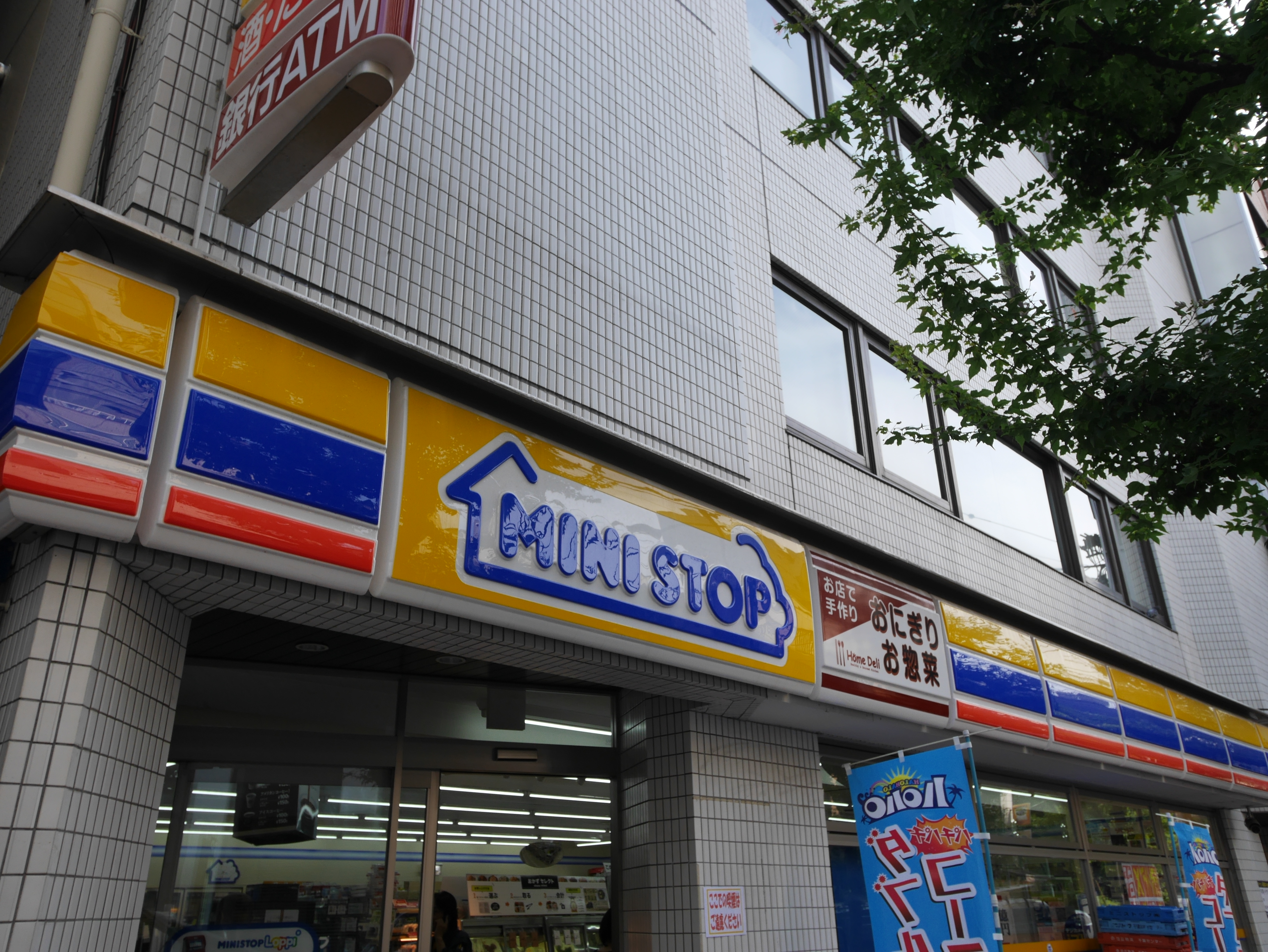
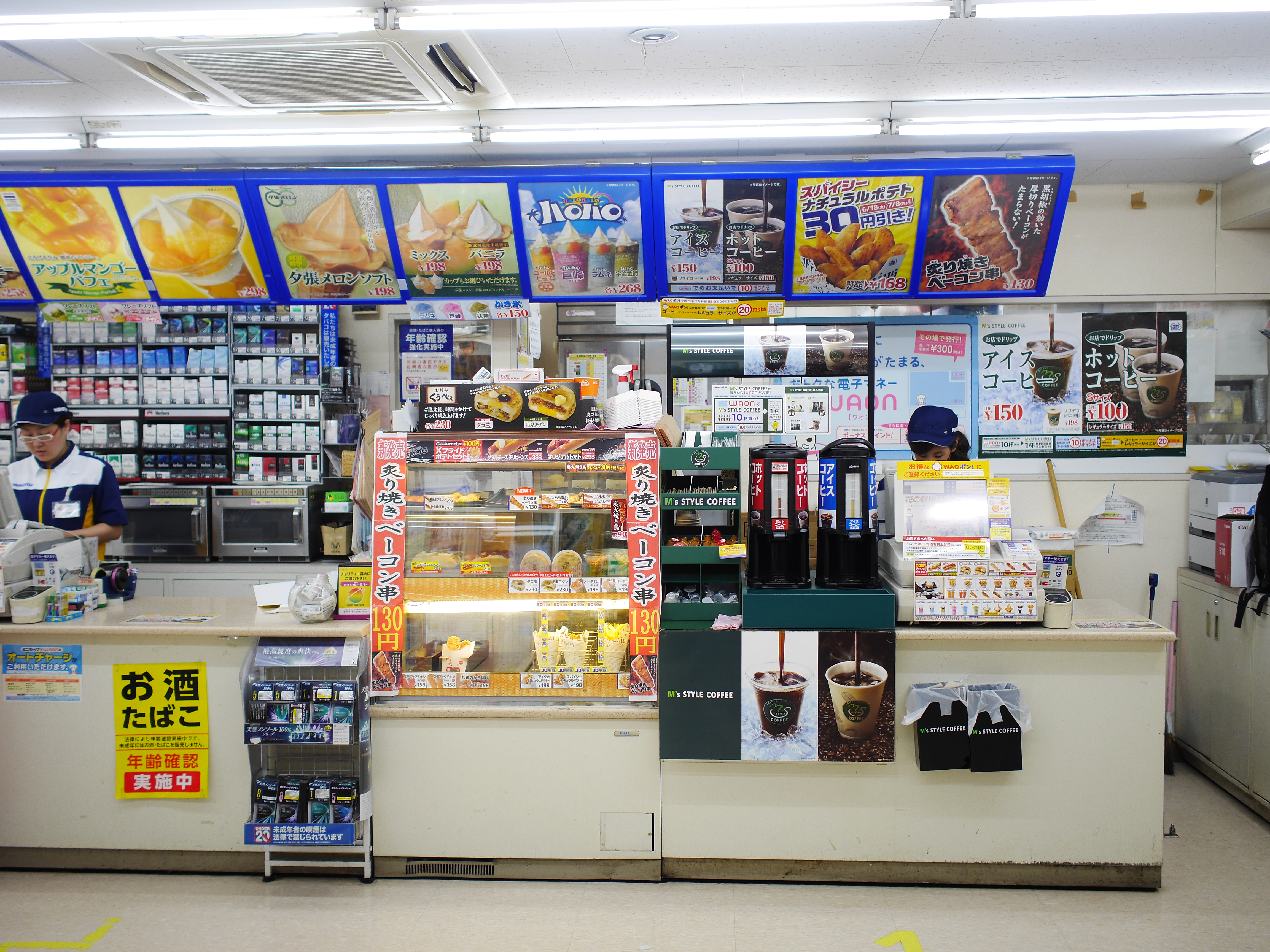
미니스톱 내부
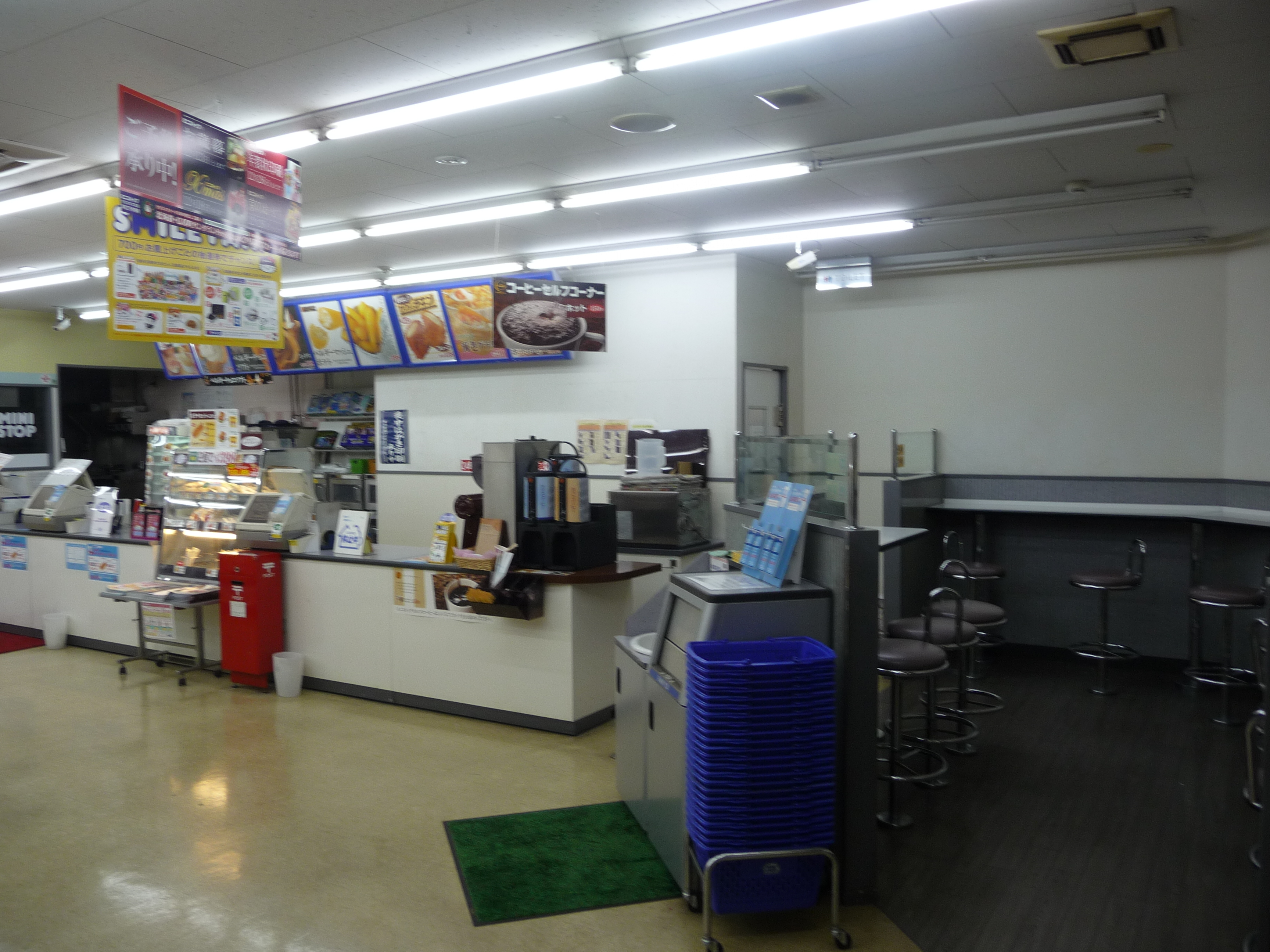
미니스톱 내부2